# Manduca incisa
Manduca incisa är en fjärilsart som beskrevs av Walker 1856. Manduca incisa ingår i släktet Manduca och familjen svärmare. Inga underarter finns listade i Catalogue of Life.